# August Uedinck
August Uedinck, né le 7 avril 1811 à Hamm (grand-duché de Berg) et mort le 28 décembre 1868 dans l'arrondissement de Rößel (de) (province de Prusse), est un juge et homme politique prussien. Il siège au Reichstag de la Confédération d'Allemagne du Nord en 1867.

## Biographie
Uedinck est scolarisé dans un Gymnasium de Münster. Après avoir obtenu son Abitur, il rejoint en 1831 les bancs de l'université de Heidelberg, de l'université rhénane Frédéric-Guillaume de Bonn et l'université Humboldt de Berlin. En 1832, il devient membre des corporations étudiantes Corps Guestphalia Heidelberg (de) et de Corps Guestphalia Bonn.
Une fois diplômé, Uedinck intègre l'administration judiciaire de la province de Westphalie. Il devient magistrat débutant (Gerichtsassessor) à Borken puis à Vreden et enfin à Stadtlohn, où il est juge d'arrondissement de 1849 à 1852. Il est ensuite juge à Ahaus. En 1861, il devient directeur du tribunal d'arrondissement à Rößel en province de Prusse.
En 1867, Uedinck représente la 9e circonscription du district de Königsberg au Reichstag constituant de la Confédération d'Allemagne du Nord pour le courant centriste ancien libéral,.